# غاريث ديفيز (طبيب)
غاريث ديفيز (بالإنجليزية: Gareth Davies)‏ هو طبيب بريطاني، ولد في 10 مارس 1965 في دوغلاس في المملكة المتحدة.